# Zeng (deutscher Familienname)
Zeng ist ein in Thüringen seit 1296 nachgewiesener Familienname.
Der Name kommt von Czenge bzw. Cenge aus dem mittelhochdeutschen Sprachraum, dem Thüringischen. Daraus entwickelten sich vom Spätmittelalter bis circa 1900 die Schreibweisen Zengen, Zenge bis Zeng. Das Adelsgeschlecht von Zengen bzw. von Zenge ist zwischen 1450 und 1800 belegt. Bis Anfang des 20. Jahrhunderts waren der Name und seine Varianten vorrangig in Nord- und Zentralthüringen verbreitet. Heute reicht der Name in Deutschland bis Sachsen und Sachsen-Anhalt und ist in den USA durch Emigranten des 19. Jh. zu finden.

## Namensträger
- Georg Friedrich Adolph von Zeng (1752–1829)[6], Kammerherr, Oberforst- und Wildmeister am Sächsischen Hof[7]
- Claus Zeng (* 1964), deutscher Jurist und Richter am Bundesgerichtshof